# Aloha Jewish Chapel
Aloha Jewish Chapel fue construida en 1975 en unos terrenos de la base militar de Pearl Harbor, Honolulu, en la isla de Oahu, en el estado de Hawái. Fue diseñada por Vladimir Ossipoff y fue el primer lugar de culto construido por el gobierno de los Estados Unidos exclusivamente destinado para el culto judío. La congregación ahorró dinero y compró un nuevo rollo de la Torá, que fue dedicado el día 26 de Octubre del año 2008. Este fue el primer rollo de la Torá que se dedicó en el estado de Hawái.